# حفل توزيع جوائز الأوسكار الحادي والعشرون
حفل توزيع جوائز الأوسكار الحادي والعشرين (بالإنجليزية: 21st Academy Awards)‏ هو حدث نظمته أكاديمية فنون وعلوم الصور المتحركة لتكريم أفضل الأفلام لسنة 1948. أقيم الحفل بتاريخ 24 مارس، 1949 في مسرح الأكاديمية، هوليوود، كاليفورنيا، وقدّمه روبرت مونتغمري. في هذه الدورة، فاز فيلم هاملت بجائزة أفضل فيلم، وحاز الممثّل لورنس أوليفيه على جائزة أفضل ممثّل، ونالت الممثلة جين وايمان جائزة أفضل ممثّلةٍ، وكانت جائزة الأوسكار لأفضل مخرج من نصيب المخرج جون هيوستن.
أكثر الأفلام ترشيحاً للحصول على جوائز كان فيلم جوني بليندا حيث تلقّى 12 ترشيحاً، بينما أكثرها فوزاً كان فيلم هاملت حيث فاز بـ 4 جوائز.

## الجوائز
- جائزة أفضل فيلم:

هاملت
- جائزة أفضل مخرج:

جون هيوستن
- جائزة أفضل ممثّل:

لورنس أوليفيه
- جائزة أفضل ممثّلة:

جين وايمان
- جائزة أفضل ممثّل مساعد:

والتر هيوستن
- جائزة أفضل ممثّلة مساعدة:

كلير تريفور
- جائزة أفضل سيناريو مقتبس:

كنز السييرا مادري
- جائزة أفضل موسيقى تصويريّة:

عرض عيد الفصح - الحذاء الأحمر
- جائزة أفضل تأثيرات بصريّة:

صورة لجيني
- جائزة أفضل خلط أصوات:

بيت الأفعى

## وصلات خارجية
- حفل توزيع جوائز الأوسكار الحادي والعشرون على موقع IMDb (الإنجليزية)
- حفل توزيع جوائز الأوسكار الحادي والعشرون على موقع ميوزك برينز (الإنجليزية)
- الموقع الرسمي لجوائز الأكاديمية.
- الموقع الرسمي لأكاديمية فنون وعلوم الصور المتحركة.
- قناة جوائز الأوسكار على موقع يوتيوب (تُديره أكاديمية فنون وعلوم الصور المتحركة).
- مقتطفات فيديو من أكاديمية فنون وعلوم الصور المتحركة.